# 末延吉正
末延 吉正（すえのぶ よしまさ、1954年〈昭和29年〉11月9日 - ）は、日本のジャーナリスト、元東海大学教授、元テレビ朝日政治記者。姪はバイオリニストの末延麻裕子。

## 来歴
山口県光市出身。実家は末延建設株式会社と言う建設業 を営み、近所に岸信介宅があり、青少年時代から安倍晋三と面識があった。
1979年3月、早稲田大学社会科学部卒業後、同年4月、テレビ朝日に入社。社会部、政治部、ニューヨーク特派員、バンコク支局長などを歴任し、湾岸戦争で米軍を従軍取材する。帰国後に『ニュースステーション』のディレクターを経て、1997年に『スーパーJチャンネル』初代プロデューサーとして番組の立ち上げに携わった。2002年報道局解説委員室にへ異動し、『やじうまプラス』などの番組コメンテーターを務める。政治部長在職当時の部下に対する暴力事件 で2004年11月にテレビ朝日を退職し、末延吉正事務所を設立してジャーナリストとして独立。
2005年4月、立命館大学経済学部客員教授、2009年4月、中央大学経済学部特任教授、2012年に家業の末延建設株式会社代表取締役 にそれぞれ就任。2013年3月、慶應義塾大学大学院法学研究科政治学専攻ジャーナリズム専修前期博士課程修了。
2015年4月、東海大学チャレンジセンター教授に就任。2016年4月、同大文学部広報メディア学科教授に異動し、広報部次長に就く。2017年4月、同大平和戦略国際研究所長に就任。2024年3月退職。主に日露関係の研究を担当していたとされる。

## 著作・論文等
- 月刊現代2007年11月号所収『 "わが友・安倍晋三の「苦悩の350 日」" 』（講談社、2007年）
- 原麻里子・柴山哲也編著「公共放送BBCの研究」所収コラム『「怪物君」になったテレビ局ーテレビ報道の光と影』（ミネルヴァ書房、2011年）

などがある。

## 出演番組

### 現在

#### テレビ
- ワイド!スクランブル （テレビ朝日）- 2014年4月 -

### 過去

#### テレビ

##### テレビ朝日記者時代
- やじうまプラス（2002年7月 - ? やじプラ編集長、2005年10月 - 金曜コメンテーター）
- 報道ステーション（2005年8月 - ? 政治担当コメンテーター）
- ザ・インタビュー〜トップランナーの肖像〜 (BS朝日)インタビュアー

##### フリー以後
- 真相深入り!虎ノ門ニュース (DHCシアター) - 2016年11月25日
- たかじんのそこまで言って委員会 （読売テレビ）- 2014年11月 -
- ニュース女子 （DHCシアター）- 2015年4月 -

#### インターネット動画配信
- 徹の部屋（AbemaTV）- 2017年10月8日

#### ラジオ
- 飯田浩司のOK! Cozy up!（ニッポン放送） - 2018年4月12日、26日、5月30日、8月13日、9月21日、11月2日、12月6日、2019年1月3日
- ザ・ボイス そこまで言うか!（ニッポン放送）- 2015年8月5日、2016年1月13日、6月30日、2018年2月7日
- 辛坊治郎ズーム そこまで言うか!（ニッポン放送）- 2017年8月26日、2020年12月17日
- 細川珠生のモーニングトーク（ラジオ日本）- 2017年7月8日